# Mr. Lover Lover - The Best of Shaggy... Part 1
Mr. Lover Lover - The Best of Shaggy... Part 1 è un greatest hits del cantante giamaicano Shaggy, pubblicato nel 2002.

## Tracce
1. "Boombastic" (Sting Remix)
2. "In The Summertime" (feat. Rayvon)
3. "Oh Carolina"
4. "Luv Me, Luv Me" (feat. Janet Jackson)
5. "Nice And Lovely"
6. "Train Is Coming"
7. "Why You Treat Me So Bad"
8. "Big Up" (feat. Rayvon)
9. "Piece Of My Heart"
10. "Sexy Body Girl"
11. "Something Different"
12. "That Girl" (Maxi Priest feat. Shaggy & Rayvon)
13. "Get Up, Stand Up"
14. "Boombastic"